# Nuttallochiton hyadesi
Nuttallochiton hyadesi is een keverslakkensoort uit de familie van de Mopaliidae. De wetenschappelijke naam van de soort is voor het eerst geldig gepubliceerd in 1889 door Rochebrune.